# Stanhope (New Jersey)
Stanhope is een plaats (borough) in de Amerikaanse staat New Jersey, en valt bestuurlijk gezien onder Sussex County.

## Demografie
Bij de volkstelling in 2000 werd het aantal inwoners vastgesteld op 3584.
In 2006 is het aantal inwoners door het United States Census Bureau geschat op 3666, een stijging van 82 (2.3%).

## Geografie
Volgens het United States Census Bureau beslaat de plaats een oppervlakte van
5,8 km², waarvan 4,9 km² land en 0,9 km² water. Stanhope ligt op ongeveer 240 m boven zeeniveau.

## Plaatsen in de nabije omgeving
De onderstaande figuur toont nabijgelegen plaatsen in een straal van 8 km rond Stanhope.